# Сражение при Хетс-Салиенте
Сражение при Хетс-Салиенте (англ. Battle of Heth’s Salient) или сражение у выступа Хета — эпизод битвы при Спотсильвейни, произошло 12 мая 1864 года, когда федеральный главнокомандующий генерал Грант приказал корпусу Бернсайда атаковать участок позиций противника, известный как «выступ Хета». Дивизия Орландо Уилкокса начала наступление, но была атакована с фланга бригадами Лэйна и Вейсигера. Бригадам не удалось разбить корпус Бернсайда, как рассчитывал генерал Ли, но они смогли сорвать его наступление. Повторная атака на этом направлении так же не дал результата и Ли отказался от дальнейших попыток обойти фланг федеральной армии.

## Предыстория
8 мая 1864 года I корпус Северовирджинской армии встретился с V корпусом Потомакской армии у Спотсильвейни и началось сражение при Спотсильвейни. Вечером того дня подошел II корпус и занял позиции правее первого, сформировав выступ, известный как «Подкова мула». На следующий день прибыл III корпус Северовирджинской армии, которым временно командовал генерал Ричард Андерсон. Корпус встал правее второго, от «подковы» на юг, поперёк Фредериксбергской дороги. Траншеи корпуса имели выступ, который получил название «выступ Хета» (Heth’s Salient), так как его занимала дивизия Генри Хета.
12 мая II корпус Потомакской армии (под ком. генерала Хэнкока) атаковал «Подкову мула» с севера и сумел прорвать оборону южан. Как только стал слышен шум наступления корпуса Хэнкока, Бернсайд послал вперёд дивизию Поттера из своего корпуса; бригада Саймона Гриффина шла в авангарде. Гриффин вышел к траншеям южан южнее позиций бригады Стюарта, и севернее «угла Хета», на позицию Лэйна. Лэйн столкнулся с невыполнимой задачей: с севера на него надвигались части корпуса Хэнкока, а с востока — бригада Гриффина и за ней весь остальной корпус Бернсайда. Однако, контратака Гордона заставила отойти корпус Хэнкока, а вслед за этим отступила и бригада Гриффина.
К 14:00 бой за подкову мула зашёл в тупик и командиры армий стали искать альтернативные ходы. Оба обратили внимание на восточную часть укреплений, где стояли друг против друга корпуса Эрли и Бернсайда. Грант решил, что атака корпуса Бернсайда сможет иметь успех, а Ли решил, что сможет опрокинуть корпус Бернсайда атакой с фланга или как минимум заставить Гранта перебросить часть федеральных сил на помощь Бернсайду. По чистой случайности Грант и Ли планировали атаку в одном и том же месте в одно и то же время.
Все утро 12 мая Грант пытался заставить Бернсайда наступать активнее. Бездействие Бернсайда всё более беспокоило Гранта. В 10:00, когда пошли в бой корпуса Райта и Уоррена, Грант приказал Бернсайду бросить в бой всё, что есть. Ничего не произошло и Грант отправил категорический приказ: отправить одну дивизию на помощь Хэнкоку и проследить, что приказ реально выполняется. Бернсайд оскорбился резкостью формулировок, но к полудню корпус начал действовать. Две его дивизии уже были прижаты к земле огнём артиллерии, но дивизия Уилкокса была готова к действиям. Бригада Хартранфта уже отправилась на усиление Хэнкока, когда Грант внезапно поменял планы и приказал атаковать восточную сторону «Подковы мула». Хартранфт вернулся на исходную позицию, а вся дивизия приготовилась наступать.
Перед фронтом Бернсайда находилась извилистая линия траншей корпуса Эрли. В центре сначала стояла бригада Макгована, но её перебросили на западную сторону «подковы», поместив на её место бригаду Лэйна, которая отдыхала после утреннего боя. На крайнем левом фланге стояли бригады Скейлса и Томаса, а между ними и Лэйном, в изгибе, известном как «выступ Хета», стояли бригады Дэвиса и Майо (который замещал раненого Уокера). Вирджинская бригада Вейсигера стояла в тылу в качестве резерва.